# 5659 Vergara
Az 5659 Vergara (ideiglenes jelöléssel (5659) 1968 OA1) a Naprendszer kisbolygóövében található aszteroida. Torres és Cofre fedezte fel 1968. július 18-án.